# Ultimatum (Royal Frenz)
'Ultimatum è l'album d'esordio di Royal Frenz pubblicato il 14 dicembre 2011, ed anticipato dal singolo Irina. Di stampo prettamente Hip-Hop, viene concepito come un tributo al Rap della Golden era. Registrato nell'estate del 2011 al Ciemme Studio da DJ Mardoch, viene mixato e masterizzato da Negrè.

## Tracce
1. UltimIntro
2. Senza
3. All my life
4. Da sotto (feat. LexiKO)
5. Tra oggi e domani
6. Sui nostri volti (feat. Manu D - Karma Krew)
7. Irina
8. Tra vita e morte (feat. Ciemme)
9. UltimOutro
10. Cuore di Rubik
11. Senza (Michel Remix)

Tutte le tracce sono prodotte da Royal Frenz, eccetto la traccia 11 prodotta da Michel.

## Curiosità
- Il video di Irina è stato trasmesso dal canale Channel One Russia nel corso di un reportage sulla prostituzione in Italia.